# Uri Avnery
Uri Avnery, född 10 september 1923 i Beckum i Nordrhein-Westfalen i Tyskland, död 20 augusti 2018 i Tel Aviv, var en israelisk journalist, framför allt känd för sitt engagemang för palestiniernas rättigheter. Avnery grundade den israeliska fredsrörelsen Gush Shalom. Avnery har varit medlem av Knesset. Han tilldelades 2001 Right Livelihood Award.